# Нью-Маршфілд (Огайо)
Нью-Маршфілд (англ. New Marshfield) — переписна місцевість (CDP) в США, в окрузі Афіни штату Огайо. Населення — 316 осіб (2020).

## Географія
Нью-Маршфілд розташований за координатами 39°19′28″ пн. ш. 82°13′1″ зх. д. / 39.32444° пн. ш. 82.21694° зх. д. (39.324506, -82.217050).  За даними Бюро перепису населення США в 2010 році переписна місцевість мала площу 1,02 км², з яких 1,02 км² — суходіл та 0,00 км² — водойми.

## Демографія
Згідно з переписом 2010 року, у переписній місцевості мешкало 326 осіб у 144 домогосподарствах у складі 89 родин. Густота населення становила 320 осіб/км².  Було 165 помешкань (162/км²).
Расовий склад населення:
| - 98,2 % — білих - 0,6 % — корінних американців |

До двох чи більше рас належало 1,2 %. Частка іспаномовних становила 0,3 % від усіх жителів.
За віковим діапазоном населення розподілялося таким чином: 19,6 % — особи молодші 18 років, 66,0 % — особи у віці 18—64 років, 14,4 % — особи у віці 65 років та старші. Медіана віку мешканця становила 44,3 року. На 100 осіб жіночої статі у переписній місцевості припадало 88,4 чоловіків;  на 100 жінок у віці від 18 років та старших — 88,5 чоловіків також старших 18 років.
Середній дохід на одне домашнє господарство  становив 36 539 доларів США (медіана — 35 476), а середній дохід на одну сім'ю — 31 045 доларів (медіана — 23 958). За межею бідності перебувало 8,0 % осіб, у тому числі 0,0 % дітей у віці до 18 років та 0,0 % осіб у віці 65 років та старших.
Цивільне працевлаштоване населення становило 130 осіб. Основні галузі зайнятості: освіта, охорона здоров'я та соціальна допомога — 24,6 %, мистецтво, розваги та відпочинок — 23,1 %, фінанси, страхування та нерухомість — 16,2 %, транспорт — 13,1 %.